# Kustur Polje
Kustur Polje (cyr. Кустур Поље) – wieś w Bośni i Hercegowinie, w Republice Serbskiej, w gminie Višegrad. W 2013 roku liczyła 15 mieszkańców.